# Krystian Aranowski
 (novembre 2024).
Krystian Aranowski, né le 11 avril 1988 à Toruń, est un rameur polonais.

## Palmarès

### Jeux olympiques
- Qualifié en huit barré à Londres (2012)

### Championnats d'Europe d'aviron
- médaille d'or en huit barré en 2009 à Brest, (Biélorussie)
- médaille d'argent en huit barré en 2010 à Montemor-o-Velho, (Portugal)